# Saint-Jean-des-Baisants
Saint-Jean-des-Baisants foi uma comuna francesa na região administrativa da Normandia, no departamento Mancha. Estendia-se por uma área de 13,38 km². Em 2010 a comuna tinha 2 534 habitantes (densidade: 189,4 hab./km²).
Em 1 de janeiro de 2016, passou a formar parte da nova comuna de Saint-Jean-d'Elle.